# 偽好酸球
偽好酸球（ぎこうさんきゅう、英:heterophil）とは家禽に存在する好中球に相当する細胞。異染色質に富む分葉核を有し、好中顆粒は酸好性で大型。ウサギやモルモットの好中球の好中顆粒は酸好性の微細顆粒の他に粗大な顆粒を有する。このためにウサギやモルモットの好中球も偽好酸球と呼ばれる場合がある。